# 無人機航空母艦

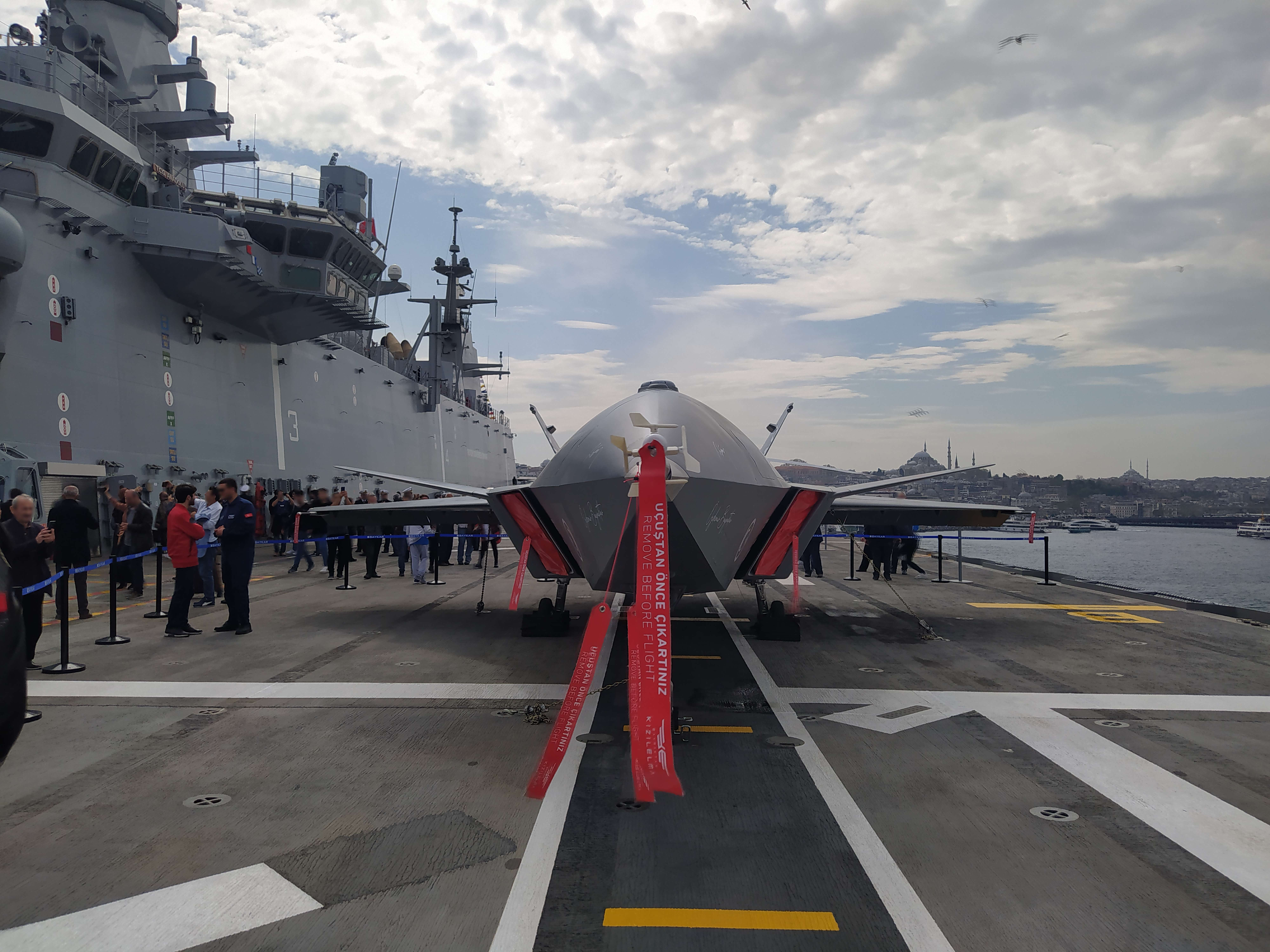
部署在阿纳多卢号两栖攻击舰上的巴伊拉克塔爾紅蘋果無人機

無人機航空母艦是一種航空母艦的變體，主要功能為起降無人機或（載人/無人）直升機配備飛行甲板的載人或無人船隻。因為無人機航母較低的技術門檻，近年來逐漸成為各國海軍的追捧對象。同時，因為無人機較小的體型，因此無人機航母多半為能進行多棲任務的兩棲突擊艦。
另一方面，在俄烏戰爭大放異彩的無人水面載具及無人水下載具通常也有專門的搭載母艦，然而因為尚未明確分類，這類搭載無人載具的船隻也被稱為無人機航空母艦。

## 特性
相較於傳統的航空母艦，無人機航空母艦的技術含量更低，如不需跟傳統航母一樣等級的起降設計或著材質等級，並且由於無人機的體型較小，相對也能擁有更龐大的艦載數量。而無人機航母的艦艇編組人員也能進一步減少，使整體船隻能有更多利用空間。而無人機航空母艦通常也兼任兩棲突擊艦的任務，因此大多還是採用軍規製造（伊斯蘭革命衛隊海軍的沙希德·巴蓋里號航空母艦為貨輪改裝除外）。

## 發展

### 土耳其
2021年2月，土耳其國防工業局主席伊斯梅爾·德米爾（Ismail Demir）公開一款由Baykar公司開發的新型無人機，計劃部署在土耳其首艘兩棲突擊艦阿纳多卢号上。這款名為拜拉克塔爾TB3的新型無人機是拜拉克塔爾TB2的海軍版本，配備了由土耳其航空發動機工業公司研發的本土發動機。
根據最初的計劃，該艦原先預計搭載F-35閃電II戰鬥機，然而由於土耳其於2019至2020年間陸續跟俄羅斯購買數套S-400飛彈，因此被美國制裁不許購買F-35。為解決艦載機的窘境，土耳其隨後對該艦進行改裝使其能夠起降TB3和土耳其最新研製的隱身無人機巴伊拉克塔爾紅蘋果，根據土耳其官方表示，阿纳多卢号两栖攻击舰的甲板至少能容納30至50架具備折疊機翼的Bayraktar TB3無人機。
2024年11月19日，Bayraktar TB3 無人機成功在阿纳多卢号两栖攻击舰起降，成為第一架成功在兩棲突擊艦上起降的大型無人機。

### 中國
2022年5月18日，中國首艘無人機母艦珠海雲號在廣東省廣州下水，該艦旨在推動海洋研究與經濟發展。
2024年5月，根據衛星圖，發現滬東中華造船位於江蘇的造船廠正在建造一艘特徵包括雙體船設計和低飛行甲板的大型船隻，推測為無人機航母，而該船則是2024年底下水的076型兩棲攻擊艦首艦四川號。而後，中國海軍宣布，四川艦未來將作為無人機航母使用。

### 伊朗
伊朗通過改裝一艘貨櫃船，建造了沙希德·巴蓋里號航空母艦，預計其飛行甲板長度約為 160至180米。該艦可搭載與起降60架無人機和多架直升機。此外，該艦還配備了數種反艦導彈和防空導彈，同時能攜帶30至50艘阿舒拉級飛彈快艇。

### 葡萄牙
葡萄牙海軍計劃於2026年下半年交付D·若昂二世號，該艦主要強調無人載具的整合，不只能起降無人機，還能釋放水面/水下無人載具，並可搭載葡萄牙空軍的UH-60黑鷹直升機和AW101灰背隼直升機。

### 韓國
2024年11月12日，韓國海軍在獨島號兩棲突擊艦上進行無人機起飛測試，以驗證該艦是否能夠搭載固定翼無人機。測試中，灰鷹無人機從獨島號起飛，並在艦舷左側進行兩次模擬降落程序，但最終並未在艦上著陸。而韓華海洋也曾推出ㄧ個名為「幽靈指揮官」（Ghost Commander）的概念方案，計劃生產無人機航母或其他無人載具的運載艦。

### 英國
英國皇家海軍在2000年代就已提出UXV戰鬥員計劃，將研發一艘專門搭載無人戰鬥機（UCAV） 的航空巡洋艦，但最終並未實施。
而海軍目前計劃在伊莉莎白女王級航空母艦上部署固定翼無人機，以增強戰鬥能力。在測試中，海軍成功發射並回收了Qinetiq Banshee Jet 80+、W Autonomous Systems UAV和莫哈維等無人機。 在「皇家方舟計劃」（Project Ark Royal） 下，英國海軍正考慮為航母加裝彈射器和攔阻系統，以便發射和回收更大型的無人機，而相關的配套措施以及無人機的採購預算則透過潑婦計劃進行購買。海軍的簡報中將波音 MQ-28 幽靈蝙蝠的艦載版本作為潑婦計劃的預計機型，而通用原子航空系統有限公司則提出了Gambit 5無人機加入競爭方案。

### 美國
2013年3月，美國國防高等研究計劃署開始研發一支能夠發射和回收戰鬥無人機的小型海軍艦隊，進而減少對大型航空母艦的依賴。

## 無人機空中航空母艦
2014年11月，美國國防部提出無人機空中航空母艦的概念，並公開徵求可行性報告。國防部主要希望能將軍隊中老舊的現役機型（如B-1B、B-52或C-130）改裝後成為空中航空母艦，能發射及回收中小型無人機。然而該計畫最終不了了之。